# Louis-Emmanuel de Valois

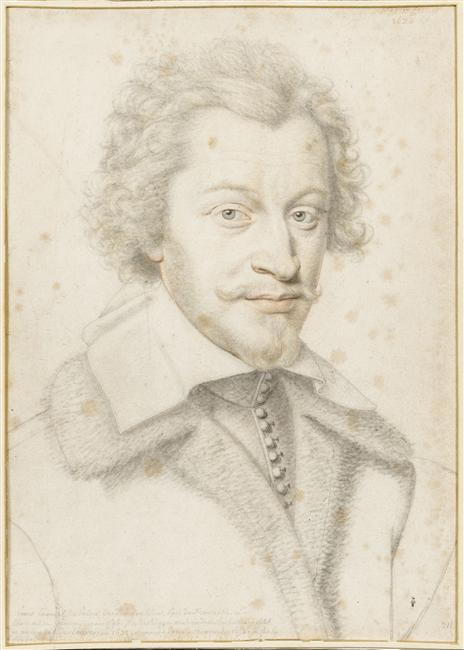
Porträtzeichnung Louis-Emmanuels de Valois von Daniel Dumonstier, 1628

Louis-Emmanuel de Valois (* 1596 in Clermont; † 13. November 1653 in Paris) war Herzog von Angoulême, Pair von Frankreich, Herzog von La Guiche, Herzog von Auvergne, Graf von Lauraguais, Alais, Ponthieu, Clermont-en-Beauvaisis, Baron von Coucy, La Tour, Florac, Montigny-Lencoup und Folembray, Herr von Écouen, Sevran, Villiers-le-Bel, Ézanville, Le Mesnil-Aubry etc.
Er war der Sohn von Charles de Valois, duc d’Angoulême, einem unehelichen Sohn des Königs Karl IX., und Charlotte de Montmorency.

## Leben
Als jüngerer Sohn für den Dienst in der Kirche vorgesehen, wurde er Abt von Saint-André in Clermont und Kommendatarabt der Abtei La Chaise-Dieu, bevor er 1612, 16-jährig, zum Bischof von Agde ernannt wurde. Später trat er von allen kirchlichen Ämtern zurück und heiratete am 8. Februar 1629 Henriette de La Guiche (* 1610; † 1682), Herrin von Chaumont, Erbtochter von Philibert de La Guiche Herr von La Guiche und Chaumont, aus dem Haus La Guiche, und Antoinettes de Daillon du Lude aus dem Haus Daillon, der Witwe Jacques’ de Matignon, Graf von Thorigny aus dem Haus Goyon.
Er wurde nach seinem Rücktritt zum Colonel général der leichten Kavallerie ernannt und erhielt das Amt des Gouverneurs der Provence. 1650 erbte er mit dem Tod seines Vaters (der ältere Bruder war 1609 13-jährig enterbt worden) dessen Titel, vor allem den des Herzogs von Angoulême.

## Nachkommen
Die Kinder Louis-Emmanuels und Henriettes waren:
- Louis (* 1630 in Paris; † 4. Oktober 1637 im Schloss Écouen), Graf von Auvergne, bestattet in der Minoritenkirche in Paris
- Marie Françoise (* 27. Mai 1632; † 4. Mai 1696 in der Abtei Essey), 1653 3. Herzogin von Angoulême, Gräfin von Lauraguais, Alais, Ponthieu etc., bestattet am 6. Mai 1696 in der Abtei Essey, ⚭ 3. November 1649 in Toulon Louis de Lorraine, 1637 7. Herzog von Joyeuse, Pair von Frankreich, Graf von Eu, Herzog von Angoulême de iure uxoris
- Armand (* 14. Juli 1635 in Paris; † 16. November 1639 in Paris), Graf von Auvergne, bestattet in der Minoritenkirche in Paris
- François (* 24. April 1639 in Aix-en-Provence; † 10. Juli 1644 in Salon-de-Crau), Graf von Auvergne, bestattet in der Kathedrale von Aix-en-Provence

Darüber hinaus hatte er einen unehelichen Sohn von einer unbekannten Frau, Antoine Charles Louis, Bâtard de Valois, genannt le Chevalier d'Angoulême (* 1648/49; † 25. September 1701), der am 4. September 1677 legitimiert wurde.
Louis-Emmanuel d’Angoulême wurde in Chaumont bestattet.